# Brutalidad policial

Miembros de la policía de Chicago arrastrando a un manifestante contra la guerra de Vietnam por la avenida Míchigan el 28 de agosto de 1968, durante la Convención Nacional Demócrata.

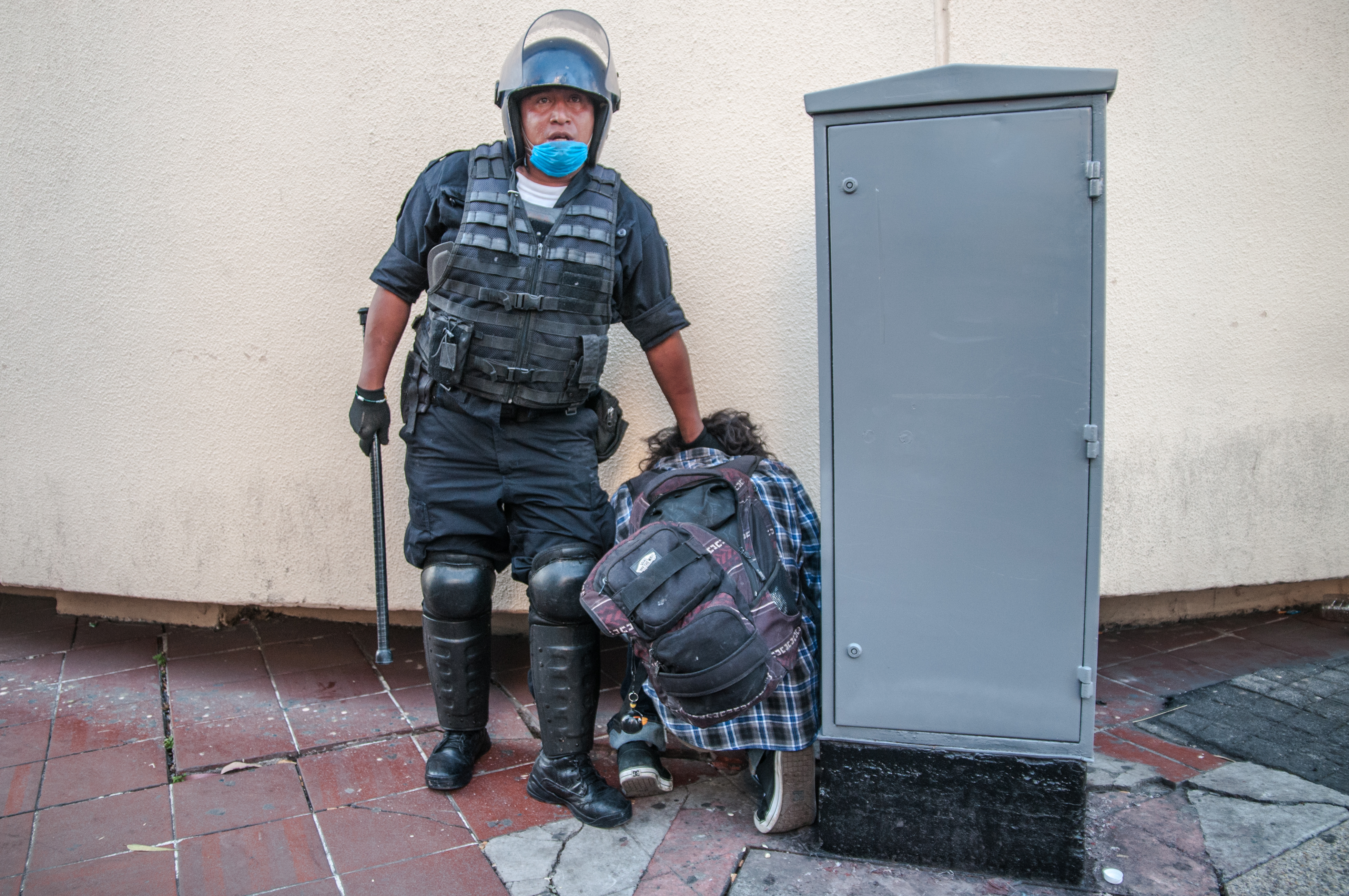
Policía de la Secretaría de Seguridad Pública de la Ciudad de México sometiendo a un manifestante.

La brutalidad policial es un término utilizado para describir el uso excesivo de fuerza física, asalto, ataques verbales y amenazas por policías y otras fuerzas. El término también se puede aplicar al mismo comportamiento de los oficiales de prisiones. Está muy extendida en muchos países, incluso en aquellos que la persiguen. La brutalidad es una de las formas de mala conducta policial, que incluye falsos arrestos, intimidación, represión política, racismo, abuso de vigilancia, abuso sexual y corrupción policial.
Estudios académicos han encontrado que la brutalidad policial puede ser prevenible. Herramientas computacionales pueden predecir estos eventos, mejorando las herramientas de política pública.

## Historia

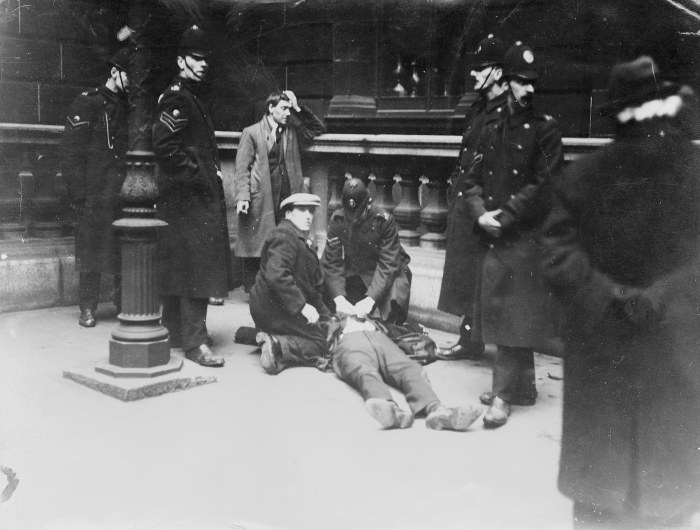
El trabajador David Kirkwood en el suelo después de ser capturado por policías durante la batalla de George Square, en Glasgow (Escocia), el 31 de enero de 1919).

A lo largo de la historia, los esfuerzos que los cuerpos policiales han realizado se han visto estropeados por la brutalidad policial en algún grado. En el mundo antiguo, las entidades de vigilancia activamente cultivaron una atmósfera de terror, y el tratamiento abusivo fue repartido en la búsqueda de subyugación y control. Por ejemplo, el Nuevo Testamento registra muchos incidentes en la cual guardias romanos infligieron violencia injustificada a miembros de la creciente minoría cristiana.
En los países de habla inglesa la mayoría de los departamentos de policía se establecieron en el siglo XIX. La investigadora Marilynn S. Johnson describe en uno de sus libros que era cuestión de rutina que las patrullas aporrearan a los ciudadanos con porras y cachiporras.
Incidentes a gran escala se asociaron rápidamente a conflictos laborales como la Gran Huelga Ferroviaria (de 1877), la huelga Pullman (de 1894), la huelga textil de Lawrence (de 1912), la masacre de Ludlow (de 1914), la huelga del acero (de 1919) y la masacre de Hanapepe (Hawái, en 1922).

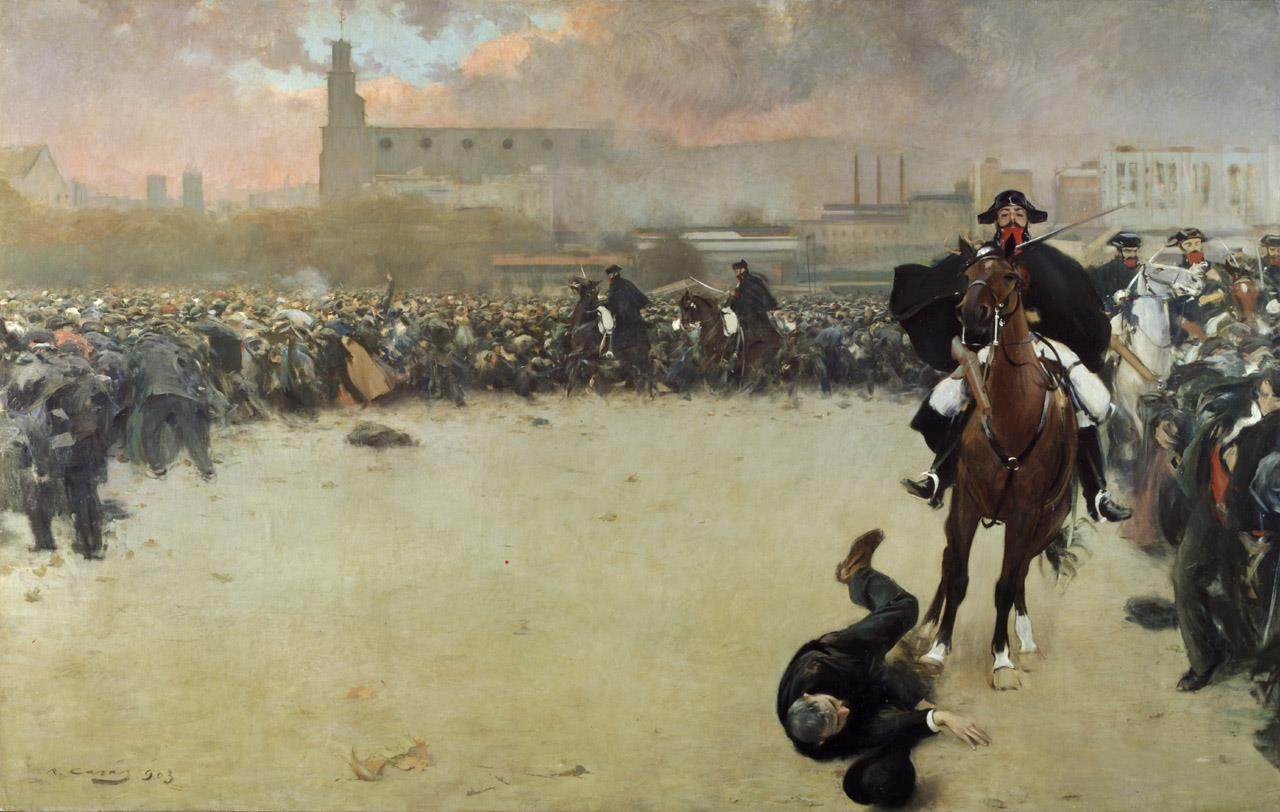
La carga de Ramón Casas (1903). La obra muestra a un Guardia Civil cargando contra la multitud durante una huelga en Barcelona.

En Estados Unidos, la aprobación de la Ley Volstead (popularmente conocida como ley seca) en 1919 supuso en las actuaciones policiales un impacto negativo a largo plazo. A mediados de 1920, el crimen fue creciendo en respuesta a la demanda clandestina de bebidas alcohólicas. Diezmados y con recursos limitados, muchas agencias de aplicación de la ley intensificaron el uso de prácticas ilegales. Durante la administración del presidente de Estados Unidos Herbert Clark Hoover (1929-1932), la cuestión se había elevado a la preocupación nacional y un Comité Nacional de la Ley de Observación y Control fue creado para examinar la situación. En los años siguientes al informe, fallos históricos de la Corte Suprema de Estados Unidos como Brown v. Mississippi ayudó a cimentar una obligación legal de respetar el debido proceso de las cláusulas de la Decimocuarta Enmienda a la Constitución de los Estados Unidos.
En los años sesenta, el Movimiento por los derechos civiles en Estados Unidos tuvo que superar numerosos incidentes de brutalidad policial en su lucha por la justicia y la igualdad racial, en particular durante la Campaña de Birmingham, Alabama de 1963-1964 y durante las marchas de Selma a Montgomery, ambas en el estado de Alabama (en 1965). La cobertura mediática de la brutalidad provocó la indignación nacional, lo que hizo que la simpatía del público hacia el movimiento creciera rápidamente.
Durante la guerra de Vietnam, las manifestaciones contra la guerra fueron reprimidas a veces mediante el uso de porras y gas CS, comúnmente conocido como gas lacrimógeno. El más notorio de estos ataques tuvo lugar el mes de agosto durante la Convención Nacional Demócrata de 1968 en Chicago. Las acciones policiales fueron más tarde descritas como acciones de antidisturbios en el Informe Walker presentado a la Comisión Nacional de EE. UU. sobre las Causas y Prevención de la Violencia.
Al igual que con el caso de la ley seca durante los años veinte y treinta, la Guerra contra las Drogas, iniciada por el presidente Richard Nixon en 1969 se caracterizó por el aumento de la mala conducta policial. Los críticos sostienen que una menalidad de «guerra santa» ha contribuido a fomentar una nueva versión militarizada de la policía, donde la confrontación ha sustituido a la investigación.
En los Estados Unidos, la raza y la brutalidad policial siguen estando estrechamente vinculados, y el fenómeno ha provocado una serie de disturbios raciales en los últimos años. Especialmente notable entre estos incidentes fue el levantamiento causado por la detención y los golpes a Rodney King el 3 de marzo de 1991 por agentes del Departamento de Policía de Los Ángeles. El ambiente fue particularmente volátil debido a que el hecho había sido filmado por un espectador y ampliamente difundida después. El hecho de que los cuatro agentes de policía acusados de asalto y otros cargos fueron absueltos, provocó que estallaran los Disturbios de Los Ángeles en 1992.
En los últimos años, la brutalidad policial a menudo ha estallado en las cumbres mundiales donde los manifestantes han tratado de impugnar la legitimidad de las distintas instituciones de la globalización económica, tales como la Organización Mundial de Comercio, el Banco Mundial, el Fondo Monetario Internacional, el G-8, y los regímenes de comercio internacional tales como el Tratado de Libre Comercio de América del Norte y la Zona de Libre Comercio de las Américas. Los esfuerzos en estos eventos en lo referente al control de multitudes se caracterizan a menudo por el uso de medios no letales, como gases lacrimógenos, balas de plástico, tasers, y perros policía.
Numerosos observadores de los derechos humanos han expresado su preocupación sobre el aumento de la brutalidad policial a raíz de los atentados del 11 de septiembre de 2001 en el World Trade Center. Un extenso informe preparado para el Consejo de Derechos Humanos de las Naciones Unidas, presentado en 2006 afirma que en Estados Unidos, la Guerra contra el Terrorismo ha creado un clima generalizado de impunidad hacia los agentes del orden público, y ha contribuido a la erosión de lo que pocos mecanismos que existían para el control civil sobre las fuerzas del orden. Como resultado, la brutalidad policial y los abusos han persistido sin cesar e impertérrita en todo el país.

## Incidencia
Un extenso informe del Departamento de Justicia de los Estados Unidos sobre el uso de la fuerza policial lanzado en 2001 indica que en 1999, «se estima que aproximadamente 422 000 personas de 16 años o más han tenido encuentros con la policía en donde se dieron cita tanto agresiones como amenazas». Otro informe del Departamento de Justicia publicado en 2006 muestra que, de las 26 556 quejas que los ciudadanos hicieron en 2002 sobre el uso excesivo de la fuerza policial entre las grandes agencias de Estados Unidos (lo que representa el 5% de las agencias y el 59% de los funcionarios), alrededor de 2000 si se sostuvieron.
Sin embargo, otros estudios han demostrado que en la mayoría de los casos la brutalidad policial no se denuncia. En 1982, el gobierno federal financió un Estudio de los Servicios de Policía, en la que más de 12 000 ciudadanos seleccionados al azar fueron entrevistados en tres áreas metropolitanas. El estudio encontró que el 13 % de los encuestados habían sido víctimas de brutalidad policial el año anterior, pero solo el 30 % de los que reconoció tal brutalidad presentó denuncias formales.
La brutalidad policial es a menudo asociada con las diferencias religiosas, políticas y socioeconómicas entre la policía y los ciudadanos pueden contribuir a la creación de una relación en la que algunos agentes de policía pueden ver a la población o en una parte de ella como un grupo al que castigar, al tiempo que estas porciones de la población ven en la policía a un grupo opresor. Además, existe la percepción de que las víctimas de la brutalidad de la policía a menudo pertenecen a grupos relativamente sin poder, como las minorías, los jóvenes y los pobres.
Recientes informes de las ONG Amnistía Internacional y Human Rights Watch confirman que la brutalidad de los funcionarios de prisiones es especialmente abundante en Estados Unidos. Un informe de Humans Rights Watch publicado en 2006 titulado «Cruel y degradante: el uso de perros para el traslado de internos en las prisiones de Estados Unidos», reveló que cinco prisiones estatales contemplaban el uso de perros agresivos y sin bozal para aterrorizar e incluso atacar a los prisioneros como parte de los procedimientos de traslado de prisiones.
El informe de Amnistía Internacional de 2007 sobre los derechos humanos también documenta abusos policiales generalizados en muchos otros países.

## Causas alegadas
Al dedicarse a sofocar posibles revueltas de la sociedad, algunas personas que trabajan en cumplimiento de la ley poco a poco pueden desarrollar una actitud o sentimiento de autoridad sobre la sociedad, en particular en los modelos tradicionales de vigilancia basadas en la reacción, haciendo que en algunos casos, la policía se crea que está por encima de la ley.
Sin embargo, el «paradigma de la manzana podrida» es considerada a menudo como una «forma fácil de resolver de un asunto». Un amplio informe de la Policía Montada de Canadá sobre las causas de la mala conducta en la policía lo define como «una explicación simplista de los permisos que tienen tanto organizaciones como la administración superior a la hora de culpar tanto la corrupción en los individuos como los defectos de una persona» (conducta, factores psicológicos), etc. El informe pasa a examinar los factores sistémicos, que incluyen:
- presiones para adaptarse a ciertos aspectos de la «cultura policial», como el Código Azul de Silencio, por el cual un agente estadounidense puede callarse respecto a los errores que otro agente pueda cometer. Esto puede «sostener una subcultura de oposición al crimen» para la protección de los intereses de los policías que violen la ley.
- mando y control de las estructuras con una base rígida jerárquica («Los resultados indican que cuanto más rígida es la jerarquía, menor es la puntuación en una escala que puntúa la toma de decisiones éticas», según un estudio realizado para el informe).
- deficiencias en los mecanismos para rendir cuentas en el seno del cuerpo (incluyendo los procesos de investigación interna).

Es posible que un gran número de personas puedan percibir el uso de la fuerza por la policía como excesiva aun cuando la fuerza utilizada sea razonable o cuando las circunstancias lo aconsejen. El uso de la fuerza policial se mantiene bajo control en muchas jurisdicciones mediante la expedición de un [uso continuo de la fuerza. Un uso continuo de la fuerza se fija en si el uso de la misma es apropiado o no en respuesta directa a la conducta de un sujeto. Este poder lo otorga el gobierno civil, con los límites establecidos en la ley orgánica y en los artículos sobre derecho común.

## Investigación
En Estados Unidos, la investigación de casos relacionados con la brutalidad policial se han asignado por lo general a los departamentos de asuntos internos y/o al fiscal de distrito. Los departamentos de asuntos internos han sido criticados por la carencia de responsabilidad a la hora de rendir cuentas y para los agentes que sean parciales, ya que con frecuencia declaran que el agente no actuó de acuerdo a las reglas del departamento o de acuerdo a su formación. Por ejemplo, un estudio centrado en el Departamento de Policía de Chicago, que se llevó a cabo en abril de 2007 encontró que de entre 2002 y 2004 las más de 10 000 denuncias de abusos policiales, solo 19 de ellas tuvieron que ver con verdaderas acciones disciplinarias.
El estudio recoge que el cuerpo del departamento de policía de supervisión permite a los funcionarios con «tendencias criminales que operen con impunidad», y argumenta que el Departamento de Policía de Chicago no debería permitir esta política.
La capacidad de los fiscales de distrito para investigar la brutalidad policial también ha sido cuestionada, ya que ellos dependen de la ayuda de los departamentos de policía para llevar casos a juicio. No fue hasta los años noventa que los esfuerzos comenzaron a hacerse serios a la hora de trascender las dificultades de tratar con los patrones de mala conducta sistémica en los departamentos de policía.
Más allá de los departamentos de policía y los fiscales de distrito, otros mecanismos de supervisión del gobierno han ido evolucionando. El caso de Rodney King provocó la creación de la Comisión Independiente sobre la policía de Los Ángeles, informalmente conocido como la Comisión Christopher, en 1991. La comisión, encargada de investigar las prácticas del Departamento de Policía de Los Ángeles ha puesto al descubierto patrones preocupantes de mala conducta y abuso, pero las reformas que recomendadas al efecto quedaron en suspenso. Mientras tanto, los informes de los medios de comunicación revelaron una frustración en el tratamiento de abuso sistemático en otras jurisdicciones, así como en Nueva York y Pittsburgh. Selwyn Raab del New York Times escribió acerca de cómo el Código azul de Silencio entre los agentes de la policía ayudó a ocultar los ejemplos más escandalosos de mala conducta.
Fue en este clima que la sección de la mala conducta policial que el acta del Congreso de los Estados Unidos Control del Crimen Violento y Aplicación de la Ley (de 1994) fue creada, autorizando al fiscal general de los Estados Unidos para «presentar demandas o buscar órdenes judiciales para la reforma de los departamentos de policía que tengan un patrón o práctica por el cual puedan violar los derechos federales de los ciudadanos. A partir del 31 de enero de 2003, el Departamento de Justicia de los Estados Unidos ha venido usando esta disposición para negociar reformas en once jurisdicciones en los Estados Unidos.La oficina de policía (Pittsburgh, el departamento de policía de Steubenville, la policía del Estado de Nueva Jersey, el Departamento de Policía de Los Ángeles, el Departamento de la policía metropolitana del Distrito de Columbia, el Departamento de policía de Highland Park, el Departamento de policía de Cincinnati, el Departamento de policía de Columbus, el Departamento de policía de Buffalo, New York, el Departamento de policía de Mount Prospect y el Departamento del Condado de Montgomery (Maryland).
En el Reino Unido, una organización independiente conocida como la Comisión Independiente de Quejas contra la policía se encarga de investigar los informes de mala conducta policial.Otra función que tiene es la de investigar automáticamente las muertes causadas o supuestamente causadas por la acción de la policía.

## Prevención

### Control independiente de la brutalidad policial
Diversos grupos comunitarios han criticado la brutalidad policial. Estos grupos a menudo hacen hincapié en la necesidad de supervisión por parte de las juntas de revisión independiente de los ciudadanos y otros métodos de rendición de cuentas de la acción de la policía.
Copwatch es una página web estadounidense que supervisa de forma activa grabaciones de vídeo de la policía para prevenir la brutalidad policial. Organizaciones paraguas y los comités de la justicia (a menudo nombradas tras el fallecimiento de una persona o con los nombres de las víctimas de la violencia policial) por lo general se muestran solidarios con los afectados. Otra organización que trabaja en los casos de brutalidad policial es Amnistía Internacional. Las herramientas de las que se sirven estas organizaciones incluyen a menudo grabaciones de video que muchas veces se emiten en la web, como es el caso de Youtube.
En el 2013, el 67% de los hechos de fuerza que involucraron a funcionarios de la Policía Federal Argentina, ocurrieron fuera de las horas de servicio, lo que ayudó a incrementar la desconfianza de la población respecto a las fuerzas de seguridad, comúnmente percibidas como agresivas y reactivas. Por ello, es deseable que los policías estén mejor equipados tanto para reducir los riesgos que enfrentan ellos y la población, como para resguardar adecuadamente el derecho a la vida y al debido procedimiento de los sospechosos de actos criminales.
El Ministerio de Seguridad de Argentina diseñó una intervención dirigida a los agentes policiales de Buenos Aires, que consistió en un taller de capacitación que buscaba reforzar diversas técnicas para manejar situaciones de crisis. Los resultados indican que la capacitación fue efectiva en dotar a los agentes con herramientas de percepción y manejo de riesgo. Asimismo, disminuyó la fracción de agentes de acuerdo con accionar el arma para detener a un sospechoso, así como la probabilidad de que estos hicieran uso de la fuerza. Es importante que este adiestramiento sea permanente, de forma que los funcionarios refuercen constantemente los conceptos aprendidos.

### La legislación en contra de la brutalidad policial

#### Canadá
- Sección siete de la Carta Canadiense de los Derechos y las Libertades, que protege tanto la autonomía como los derechos legales de un individuo al tiempo que se encarga de garantizar el debido proceso.
- Sección ocho de la Carta Canadiense de los Derechos y las Libertades, que protege contra las posibles investigaciones y decomisos que se produzcan sin un motivo razonable.
- Sección nueve de la Carta Canadiense de los Derechos y las Libertades, que trata sobre arrestos y encarcelamientos que no cuenten con un motivo razonable. La disposición se acoge en el contexto del derecho penal, cuando un policía llama la atención, detiene o retiene a un sospechoso sin motivos razonables.
- Sección diez de la Carta Canadiense de los Derechos y las Libertades, que detalla los derechos de un individuo tras ser arrestado o retenido, incluyendo los derechos de consulta a un abogado y el derecho al habeas corpus.

#### Estados Unidos
- Cuarta Enmienda a la Constitución de los Estados Unidos, que protege contra las investigaciones y decomisos que se produzcan y que carezcan de una base sólida sobre la que apoyarse.
- Decimocuarta Enmienda a la Constitución de los Estados Unidos, que incluye el debido proceso y las cláusulas de la igualdad ante la ley.

- Acta de los Derechos Civiles de 1871, una de las leyes clave en cuanto a casos de brutalidad policial se refiere.

- Acta Federal de Reclamaciones a la Responsabilidad Civil, otra de las leyes clave en cuanto a casos de brutalidad policial se refiere (particularmente aquellos que tengan que ver con quejas por posibles casos de negligencia).

## Casos notables de brutalidad policial
- Enrique Ruano[4]
- Amadou Diallo[5]
- Adama Traoré[6]
- George Floyd[7]
- Giovanni López[8]
- Jean Charles de Menezes[9]
- Luciano Arruga[10]
- Rodney King[11]
- Walter Bulacio[12]
- Javier Ordóñez[13]
- Dilan Cruz[14]
- Carlo Giuliani[15]
- Victoria Esperanza Salazar Arriaza[16]
- Amarildo Dias de Souza[17]
- Cláudia Silva Ferreira[18]
- Marielle Franco[19][20][21]
- Manchinha[22]
- Evaldo Rosa[23]
- Genivaldo de Jesus Santos[24][25]
- Leandro Lo[26][27]
- Mahsa Amini[28]
- Hadis Najafi[29]
- Nahel Merzouk[30]
- Armita Geravand[31]